# N. Jay Jaffee
N. (Nathan) Jay Jaffee (* 8. März 1921 in Brooklyn, New York; † im März 1999 in Huntington, Long Island, New York) war ein US-amerikanischer Fotograf und Mitglied der Photo League. Die Photo League war eine Organisation von Fotografen in New York City, die sich der Dokumentation des Lebens in den Arbeitervierteln widmete. Sie wurde 1936 gegründet und bot ihren Mitgliedern Schulungen, Ausstellungsräume und eine Plattform für den Austausch über soziale und kreative Themen. Die Photo League spielte eine wichtige Rolle bei der Entwicklung der sozialdokumentarischen Fotografie in den USA. 

## Leben
Geboren als Nathan Jaffee, Sohn von Isidore und Anna Jaffee, wuchs N. Jay Jaffee in verschiedenen Vierteln Brooklyns auf, von Brownsville über East New York bis Brighton Beach. Nach dem Tod seiner Mutter im Alter von 15 Jahren verließ er die Schule, um als Schriftsetzer zu arbeiten. Um seine Kriegserlebnisse zu verarbeiten, griff Jaffee 1947 zur Kamera. Er hatte im Zweiten Weltkrieg als Gruppenführer bei der Infanterie gedient und schwere Kämpfe in Europa miterlebt. Die Fotografie war für ihn zunächst eine Katharsis.
Seine formale Ausbildung erhielt er, nachdem er bereits einige Zeit fotografiert hatte. Er besuchte Kurse bei Sid Grossman und lernte Edward Steichen kennen, der damals Kurator für Fotografie am Museum of Modern Art war. Steichen förderte ihn und bat um drei Abzüge, die in die ständige Sammlung des Museums aufgenommen wurden. Zwei davon wurden 1950 in die Gruppenausstellung „Fifty-One American Photographers“ aufgenommen.
Eine große Einzelausstellung, „Inward Image“, fand 1981 im Brooklyn Museum statt. Es folgten zahlreiche Ausstellungen und N. Jay Jaffees Werke wurden in vielen bedeutenden Museen und Institutionen gezeigt, darunter das Museum of Modern Art, das Metropolitan Museum of Art, die Smithsonian Institution, die National Portrait Gallery, die Library of Congress, das National Museum of American Art, die New York Public Library, die Brooklyn Public Library, die Bibliothèque nationale de France, das International Museum of Photography and Film (George Eastman House), das Museum of Fine Arts (Boston) und das Fogg Art Museum der Harvard University. Nachdem er von der Howard Greenberg Gallery in New York vertreten wurde, entwickelte sich eine enge Zusammenarbeit mit der Sarah Morthland Gallery, ebenfalls in New York.

## Werk
N. Jay Jaffees Fotografien zeichnen sich durch eine sensible Beobachtungsgabe und soziale Intelligenz aus. Er dokumentierte das urbane Leben, darunter einsame, windgepeitschte Promenaden, skurrile Skulpturen und das geschäftige Treiben der Stadt. Jaffee fotografierte zunächst den Stadtteil Brooklyn, in dem er aufgewachsen war. Später folgten Manhattan, Queens und Long Island. In seinen Arbeiten hielt er die Bewegungen und Schatten der Straßen, U-Bahnen, Schilder, Märkte und der Menschen, die sie bevölkern, fest. N. Jay Jaffee war auch in der Antikriegs- und Bürgerrechtsbewegung aktiv und fotografierte politische Demonstrationen, Kundgebungen und Konzerte.